# Аннабел Крофт
Аннабел Крофт (англ. Annabel Croft; нар. 12 липня 1966) — колишня британська тенісистка.
Найвищу одиночну позицію світового рейтингу — 24 місце досягла 31 грудня 1985, парну — 126 місце — 21 грудня 1986 року.
Здобула 1 одиночний титул.
Найвищим досягненням на турнірах Великого шолома було 3 коло в одиночному розряді.
Завершила кар'єру 1988 року.

## Фінали Туру WTA

### Одиночний розряд: 1 (1–0)
| Фінали за категорією      |
| Великий Шлем Титули (0–0) |
| Чемпіонати WTA (0–0)      |

| Титули за покриттям |
| Тверде (1/0)        |
| Ґрунт (0/0)         |
| Трава (0/0)         |
| Килим (0/0)         |

| Результат | Дата           | Категорія               | Турнір                        | Покриття | Суперниця      | Рахунок       |
| --------- | -------------- | ----------------------- | ----------------------------- | -------- | -------------- | ------------- |
| Перемога  | 22 квітня 1985 | Вірджинія Слімс $75,000 | Southern California Open, США | Тверде   | Венді Тернбулл | 6–0, 7–6(7–5) |

## Часова шкала результатів на турнірах Великого шлему
| W | Ф | ПФ | ЧФ | #Р | КТ | К# | DNQ | A | NH |

### Одиночний розряд
| Турнір                                 | 1982 | 1983 | 1984 | 1985 | 1986 | 1987 | 1988 | В–П  | Усп    |
| -------------------------------------- | ---- | ---- | ---- | ---- | ---- | ---- | ---- | ---- | ------ |
| Турніри Великого шолома                |      |      |      |      |      |      |      |      |        |
| Відкритий чемпіонат Австралії з тенісу | К1р  | К2р  | 1р   | 1р   | NH   |      | 1р   | 0–3  | 0 / 3  |
| Відкритий чемпіонат Франції з тенісу   |      | К1р  | 1р   | 1р   | 2р   | 1р   |      | 1–4  | 0 / 4  |
| Вімблдонський турнір                   | 1р   | 1р   | 3р   | 1р   | 1р   | 2р   |      | 3–6  | 0 / 6  |
| Відкритий чемпіонат США з тенісу       | К2р  | 1р   | 1р   | 2р   | 3р   | 2р   |      | 4–5  | 0 / 5  |
| В-П                                    | 0–1  | 0–2  | 2–4  | 1–4  | 3–3  | 2–3  | 0–1  | 8–18 | 0 / 18 |
| Рейтинг на кінець року                 | 161  | 138  | 82   | 24   | 82   | 141  | 265  |      |        |

### Парний розряд
| Турнір                                 | 1984 | 1985 | 1986 | 1987 | В–П  | Усп    |
| -------------------------------------- | ---- | ---- | ---- | ---- | ---- | ------ |
| Турніри Великого шолома                |      |      |      |      |      |        |
| Відкритий чемпіонат Австралії з тенісу | 1р   | 2р   | NH   |      | 0–3  | 0 / 3  |
| Відкритий чемпіонат Франції з тенісу   | 2р   | 1р   | 1р   | 1р   | 1–4  | 0 / 4  |
| Вімблдонський турнір                   |      | 1р   | 1р   | 1р   | 3–6  | 0 / 6  |
| Відкритий чемпіонат США з тенісу       | 1р   | 1р   | 1р   |      | 4–5  | 0 / 5  |
| В-П                                    | 0–1  | 0–2  | 2–4  | 1–4  | 8–18 | 0 / 18 |
| Рейтинг на кінець року                 | 114  | 62   | 126  | 292  |      |        |

### Мікст
| Турнір                                 | 1983 | 1984 | 1985 | 1986 | 1987 | В–П  | Усп    |
| -------------------------------------- | ---- | ---- | ---- | ---- | ---- | ---- | ------ |
| Турніри Великого шолома                |      |      |      |      |      |      |        |
| Відкритий чемпіонат Австралії з тенісу |      |      |      | NH   |      | 0–0  | 0 / 0  |
| Відкритий чемпіонат Франції з тенісу   |      | 1р   |      | 1р   |      | 1–4  | 0 / 4  |
| Вімблдонський турнір                   | 1р   | 1р   | 1р   | 1р   | 2р   | 3–6  | 0 / 6  |
| Відкритий чемпіонат США з тенісу       | 1р   | 1р   |      |      |      | 4–5  | 0 / 5  |
| В-П                                    | 0–1  | 0–1  | 0–2  | 2–4  | 1–4  | 8–18 | 0 / 18 |

### Кубок Федерації
| Основна сітка Кубка Федерації 1985 |                  |          |       |                                              |                           |                            |                                     |                             |
| Дата                               | Місце проведення | Покриття | Раунд | Суперниці                                    | Підсумковий рахунок матчу | Матч                       | Суперниця                           | Рахунок у своєму поєдинку   |
| 6–14 жов 1985                      | Нагоя            | Тверде   | R1    | Федеративна Республіка Німеччина (1949—1990) | 3–0                       | Одиночний розряд           | Міріам Шропп                        | 6–3, 6–1 (П)                |
| 6–14 жов 1985                      | Нагоя            | Тверде   | R2    | Японія                                       | 2–1                       | Одиночний розряд           | Іноуе Ецуко                         | 7–6(9–7), 6–7(4–7), 6–3 (П) |
| 6–14 жов 1985                      | Нагоя            | Тверде   | ЧФ    | Болгарія                                     | 1–2                       | Одиночний розряд           | Мануела Малеєва                     | 2–6, 2–6 (L)                |
| Втішні раунди Кубка Федерації 1986 |                  |          |       |                                              |                           |                            |                                     |                             |
| 20–27 лип 1986                     | Прага            | Ґрунт    | R1    | BYE                                          | BYE                       | BYE                        | BYE                                 | BYE                         |
| 20–27 лип 1986                     | Прага            | Ґрунт    | R2    | Фінляндія                                    | 3–0                       | Одиночний розряд           | Петра Торен                         | 6–4, 3–6, 6–4 (П)           |
| 20–27 лип 1986                     | Прага            | Ґрунт    | R2    | Фінляндія                                    | 3–0                       | Парний розряд(з Енн Гоббс) | Суонпаа/Петра Торен                 | 6–0, 6–1 (П)                |
| 20–27 лип 1986                     | Прага            | Ґрунт    | ЧФ    | Індонезія                                    | 3–0                       | Одиночний розряд           | Сюзанна Анггаркусума                | 6–2, 2–6, 6–2 (П)           |
| 20–27 лип 1986                     | Прага            | Ґрунт    | ЧФ    | Індонезія                                    | 3–0                       | Парний розряд(з Енн Гоббс) | Сюзанна Анггаркусума/Басукі Яюк     | 6–2, 4–6, 6–2 (П)           |
| 20–27 лип 1986                     | Прага            | Ґрунт    | ПФ    | Угорщина                                     | 3–0                       | Одиночний розряд           | Чілла Бартош-Черепі                 | 6–4, 6–2 (П)                |
| 20–27 лип 1986                     | Прага            | Ґрунт    | ПФ    | Угорщина                                     | 3–0                       | Парний розряд(з Енн Гоббс) | Чілла Бартош-Черепі/Река Сіксаї     | 2–1, ret. (П)               |
| 20–27 лип 1986                     | Прага            | Ґрунт    | П     | Радянський Союз                              | 2–1                       | Одиночний розряд           | Лариса Савченко-Нейланд             | 6–4, 6–0 (П)                |
| 20–27 лип 1986                     | Прага            | Ґрунт    | П     | Радянський Союз                              | 2–1                       | Парний розряд(з Енн Гоббс) | Наталія Єгорова/Світлана Пархоменко | 2–6, 1–6 (L)                |